# Караташская баня
Караташская баня (узб. Qoratosh hammomi) — археологический памятник XV—XVI вв. Единственный в Ташкенте образец гражданской постройки, относящийся к этому периоду.

## Расположение
Находится на улице Караташ города Ташкента.

## Характеристика
Здание бани представляет собой квадрат размером 25 на 25 метров и состоит из системы помещений, примыкающих к центральному многогранному залу миансараю. Помещения были оборудованы системой подпольных жаропроводящих ходов для обогрева комнат и резервуаров с водой и включали в себя вестибюль и раздевалки с суфами. По центральным осям миансарая были расположены глубокие ниши, в каждой из которых находились по три бассейна квадратной формы с подогретой водой. В одной из угловых комнат с бассейном круглой формы, находящимся в центре и шестью обособленными кабинами по периметру, была устроена система стока в специальную канализацию — тазар. Эта комната не отапливалась и предназначалась для обливания холодной водой из бассейна.
Строение было построено в стиле традиционных восточных бань. Пол комнат выложен кирпичом, комнаты оборудованы желобами для отвода воды. Стенки и дно ёмкостей, в которых хранились ароматические вещества и зольная вода, покрыты специальной водостойкой смесью. Стены оштукатурены серым и розовым ганчем, над помостами украшены керамической плиткой с цветочной глазурью.
Баня предназначалась для знатных людей, проживавших в Урде (городской крепости), располагавшейся в этой части города.

## История открытия и изучения
Обнаружена в 1981 году во время строительства нового здания для художественного училища им. Бенькова. Обследование было произведено Ташкентской археологической экспедицией в том же году.